# Irving Thomas
Irving Thomas (Brooklyn, Nueva York; 2 de enero de 1966) es un exjugador de baloncesto estadounidense que jugó una temporada en la NBA, además de hacerlo en la CBA, en la USBL y en varias ligas europeas. Con 2,03 metros de estatura, lo hacía en la posición de ala-pívot.

## Trayectoria deportiva

### Universidad
Tras haber disputado en 1985 el prestigioso McDonald's All-American Game, jugó durante dos temporadas con los Wildcats de la Universidad de Kentucky, siendo transferido posteriormente a los Seminoles de la Universidad Estatal de Florida, donde jugó otras dos temporadas en las que promedió 13,4 puntos y 7,0 rebotes por partido. En su última temporada en el equipo fue incluido en el segundo mejor quinteto de la Metro Conference.

### Profesional
Tras no ser elegido en el Draft de la NBA de 1990, jugó en el PAOK Salónica griego hasta que fichó como agente libre con Los Angeles Lakers. con los que jugó una temporada, en la que promedió 1,8 puntos y 1,2 rebotes por partido, alcanzando las finales de la NBA. Las dos temporadas siguientes las jugó en ligas menores estadounidenses, hasta que en marzo de 1993 ficha por el Argal Huesca de la liga ACB, sustituyendo a Walter Palmer. Solo disputó dos partidos de temporada regular y otros cuatro de playoffs, promediando en total 15,3 puntos y 10 rebotes por partido.
En la temporada siguiente fichó por el Dinamo Basket Sassari de la liga italiana, sustituyendo a Tony Farmer en la novena jornada. Jugó una temporada en la que promedió 19,1 puntos y 9,6 rebotes por partido. Al año siguiente se marchó al CRO Lyon Basket de la liga francesa, pero únicamente disputó 9 partidos por culpa de una lesión. Regresó a Italia para jugar en el Olimpia Basket Pistoia, donde promedió 16,3 puntos y 8,8 rebotes por partido. En 1996 fichó por la Virtus Roma, pero tras tres partidos fue reemplazado por Ian Lockhart. Un mes después regresó al equipo para sustituir al lesionado Albert English, volviendo posteriormente al Pistoia.
En 1997 fichó por el Pallacanestro Trieste, pero una nueva lesión hizo que fuera reemplazado por Ed O'Bannon. Tras recuperarse, entró por Brad Miller en el Basket Livorno, hasta ser sustituido por Roy Rogers tras solo seis partidos, en los que promedió 8,8 puntos y 4,8 rebotes. Acabó su carrera jugando en el CB Gran Canaria de la ACB, con los que jugó 9 partidos en los que promedió 6,0 puntos y 3,8 rebotes.
Tras dejar el baloncesto en activo, se convirtió en ojeador de los Lakers, puesto que ocupa en la actualidad.

## Estadísticas de su carrera en la NBA

### Temporada regular
| Año     | Equipo      | PJ | PT | MPP | %TC  | %3P | %TL  | RPP | APP | ROB | TPP | PPP |
| ------- | ----------- | -- | -- | --- | ---- | --- | ---- | --- | --- | --- | --- | --- |
| 1990-91 | L.A. Lakers | 26 | 0  | 4.2 | .340 | -   | .571 | 1.2 | .4  | .2  | .0  | 1.8 |
| Total   | Total       | 26 | 0  | 4.2 | .340 | -   | .571 | 1.2 | .4  | .2  | .0  | 1.8 |

### Playoffs
| Año   | Equipo      | PJ | PT | MPP | %TC   | %3P | %TL | RPP | APP | ROB | TPP | PPP |
| ----- | ----------- | -- | -- | --- | ----- | --- | --- | --- | --- | --- | --- | --- |
| 1991  | L.A. Lakers | 3  | 0  | 1.7 | 1.000 | -   | -   | .0  | .0  | .0  | .0  | .7  |
| Total | Total       | 3  | 0  | 1.7 | 1.000 | -   | -   | .0  | .0  | .0  | .0  | .7  |